# Cserháthaláp
Cserháthaláp (szlovákul: Halápovce) község Nógrád vármegyében, a Balassagyarmati járásban.

## Fekvése
Balassagyarmattól 12 kilométerre délkeletre, Szécsénytől 15 kilométerre délnyugatra található.

### Megközelítése
Csak közúton érhető el, keleti és északnyugati szomszédai felől egyaránt a 2123-as, Terény felől a 2124-es, Magyarnándor felől pedig a 2125-ös úton.
Az ország távolabbi részei felől az Aszód és Balassagyarmat közt húzódó 2108-as útról közelíthető meg, a legegyszerűbben, mohorai vagy magyarnándori letéréssel.
Határszélét délnyugaton átszeli az Aszód–Balassagyarmat–Ipolytarnóc-vasútvonal, de annak ott nincs megállási pontja. A legközelebbi vasúti csatlakozási lehetőséget így a vonal Magyarnándor vasútállomása kínálja, néhány kilométerre délnyugatra.

## Története
Cserháthaláp, korábban Nagy-Haláp, Haláp Árpád-kori település, de a korai történetére vonatkozó adatok hiányosak. A 13-14. században a Halápi család volt a földesura.
Birtokosának nevét említették 1416-ban is: Halápi János Boszniában esett a török fogságába. Akkor már régebbtől raboskodott; a magyar nemesek Pécsett országos tanácskozást tartottak a foglyok kiváltásáról. A rabokért összesen 65 ezer forintot követelt a török.
Halápi János azonban nem tért haza, a család kihalt. A falu földesura 1542-ben Marczaly Zsigmond volt. Haláp a török időkben elnéptelenedett, de az 1715-ös vármegyei összeírásban már 15 adóköteles háztartással említették. Birtokosai voltak 1754-1755-ben Török Sándor, az 1770-es úrbéri rendezéskor a Beniczky, a Rajcsányi, az Ujonics, 1826-ban a Beniczky és a Tornyos, 1848-ig a Balczer, a Buth, a Bekényi, a Zmeskál, továbbá a Tihanyi és a gróf Degenfeld családok, majd az 1900-as évek elején nagyobb birtokosai Halápi Oszkár és Kohn József voltak.
Korábban két község állt itt: az Ördög-oldal nevű domb alatt Nagyhaláp, Terény-külső tartalom felé, a lapályon pedig Kishaláp terült el. A két falut 1905-ben egyesítették.

## Közélete

### Polgármesterei
- 1990–1994: Tolnai József (független)[4]
- 1994–1998: Mészáros János (független)[5]
- 1998–2002: Mészáros János (független)[6]
- 2002–2006: Mészáros Sándorné (független)[7]
- 2006–2010: Mészáros Sándorné (független)[8]
- 2010–2014: Mészáros Sándorné (független)[9]
- 2014–2015: Mészáros Sándorné (független)[10]
- 2015–2019: Dócs Dávid (Jobbik;[11] később Mi Hazánk)[12]
- 2019–2022: Dócs Dávid (Mi Hazánk-MIÉP-FKGP)[13]
- 2022–2024: Dócsné Sávolyi Henriett (Mi Hazánk)[14]
- 2024– : Szabó István (független))[1]

A településen 2015. augusztus 9-én időközi polgármester-választást kellett tartani, mert a korábbi polgármester indoklás nélkül lemondott posztjáról. A faluvezetői posztért aránylag sok, öt jelölt indult, de a győztes egymaga meg tudta szerezni a szavazatok abszolút többségét.
2022. július 31-én ismét időközi polgármester-választást kellett tartani a községben, mert a korábbi polgármester a 2022. áprilisi parlamenti választáson országgyűlési képviselői mandátumot szerzett, s az összeférhetetlenségi szabályokra tekintettel 2022. április 30-án  lemondott polgármesteri tisztségéről.

## Népesség
A település népességének változása:
| Lakosok száma | 359  | 355  | 339  | 360  | 363  | 356  | 352  |
|               | 2013 | 2014 | 2015 | 2021 | 2022 | 2023 | 2024 |

1910-es népszámláláskor Nógrád vármegye Balassagyarmati járásához tartozó 478 lakosú település. Lakosai közül 434 római katolikus, 43 izraelita volt.
2001-ben a település lakosságának 100%-a magyar nemzetiségűnek vallotta magát.
A 2011-es népszámlálás során a lakosok 87,7%-a magyarnak, 4,5% cigánynak, 0,3% németnek, 0,3% románnak mondta magát (12,3% nem nyilatkozott; a kettős identitások miatt a végösszeg nagyobb lehet 100%-nál). A vallási megoszlás a következő volt: római katolikus 81,2%, református 1,4%, evangélikus 1,1%, felekezeten kívüli 2,8% (13,2% nem nyilatkozott).
2022-ben a lakosság 90,6%-a vallotta magát magyarnak, 0,6% szlováknak, 0,6% németnek, 0,3% örménynek, 1,9% egyéb, nem hazai nemzetiségűnek (8,5% nem nyilatkozott; a kettős identitások miatt a végösszeg nagyobb lehet 100%-nál). Vallásuk szerint 60,9% volt római katolikus, 2,8% evangélikus, 0,8% református, 2,5% egyéb keresztény, 0,6% egyéb katolikus, 5% felekezeten kívüli (27,5% nem válaszolt).

## Nevezetességei
Római katolikus templom (Szent Péter és Pál): A község közepén álló templom elődje, egy késő barokk stílusú kápolna a 18. században épült. Mai formáját 1907-ben nyerte el, ekkor készült el a torony is. A Szent Pétert és Szent Pált ábrázoló főoltárképet 1790 táján festették.

## Testvértelepülések
- Inám, Felvidék, 2005.
- Vlachova Lhota, Csehország, 2011.
- Érolaszi, Partium, 2012.
- Bácskossuthfalva, Délvidék, 2014.
- Kemence, Magyarország, 2020.